# فرودگاه هلیکوپتر بیمارستان نورث لینکولن
 فرودگاه هلیکوپتر بیمارستان نورث لینکولن (به انگلیسی: North Lincoln Hospital Heliport) یک فرودگاه خصوصی است . این فرودگاه در شهر لینکلن سیتی، اورگن کشور ایالات متحده آمریکا قرار دارد و در ارتفاع ۱۵ متری از سطح دریا واقع شده است.